# Minhag at-talibin
 (janvier 2017).
Le Minhāǧ aṭ-ṭālibīn est un traité de droit musulman.

## Comores
Aux Comores, à l'époque coloniale, le décret du 1er juin 1939, portant organisation de la justice indigène dans l'archipel des Comores, fit du Minhāǧ le seul « code musulman [...] officiel [...] applicable dans l'archipel ».

## Zanzibar
À Zanzibar, où, au XXe siècle, la population locale de rite chaféite cohabitait avec les Omanais de rite ibadite ainsi que des Indiens de rite chiite, le Minhāǧ était la référence centrale de l'école juridique chaféite. 